# 放送禁止 (フジテレビ系列のテレビ番組)
『放送禁止』（ほうそうきんし）は、フジテレビ系列で2003年より不定期放送されているテレビ番組である。2008年からは劇場版も公開されている。

## 概要
「ある事情で放送禁止となったVTRを再編集し放送する」という設定の、一見ドキュメンタリー番組だが実はフィクションというフェイク・ドキュメンタリー（モキュメンタリー）である。当然ながら架空の設定であり、本当に放送禁止になった映像や出来事を使用しているわけではない。
「事実を積み重ねることが必ずしも真実に結びつくとは限らない」をテーマにしており、実在のデータや出来事・人物のコメントを重ねていくことでリアリティーを高めている。しかし、一見普通の「ドキュメンタリー番組」は不審な点や違和感を持たせる展開を経て、最後に恐るべき「真実」が提示される。また、最初からフィクションと理解している視聴者は映像に隠された細かい伏線を「解明」していくことによって楽しむことができる。
もちろん本物のドキュメンタリーではなく「作り物のドラマ」であるため、最後に「この番組はフィクションです」というテロップが表示される（第5回・第6回の放送では冒頭にもテロップを表示している）が、本当のドキュメンタリーと誤解した視聴者からの抗議・苦情も少なからず発生していた。
企画・構成・演出の長江俊和は同局の『奇跡体験!アンビリバボー』の立ち上げスタッフでもあり（プロデューサーの角井英之もアンビリバボー初回から携わるスタッフ）、第2回「ある呪われた大家族」ではアンビリバボーで紹介された実在の心霊写真が小道具として使われている。

## シリーズ作品

### TV版
日時は全て関東地方における放送日。なお、第1回はエイプリルフールの深夜の放送であった。
- 第1回 放送禁止（2003年4月1日、26時05分 - ）

失踪した大学生を追うために取材を行うスタッフは、失踪した場所とされる廃ビルの管理人やビルの所有者と接触していく。そして有力な情報として謎の失踪をとげたビルに入居していた出版会社の社長を突き止めるが…
- 第2回 放送禁止2 ある呪われた大家族（2003年6月7日、27時20分 - ）

ある大家族を取材した映像。一見幸せそうな大家族だが、一家の大黒柱である父が仕事中の怪我で休職してから徐々に空気が一変。子供たちの怪我や心霊写真が送られてくるなど不気味な現象が相次ぐ。急遽行ったお祓いで再び団欒が戻ってきたかに見えたが…
- 第3回 放送禁止3 ストーカー地獄編（2004年3月26日、26時50分 - ）

とあるフリージャーナリストからの依頼で始まった取材。ある女性がストーカーに困っているということでストーカーとの対決を撮影。ついにストーカーと接触することに成功するが…
- 第4回 放送禁止4 恐怖の隣人トラブル（2005年10月13日、26時25分 - ）

とある夫婦に対する取材。隣人から嫌がらせを受けていると訴える夫婦。取材中にもその嫌がらせは止まらない。その夫婦とともに隣人へ嫌がらせを止めるよう説得をしていくが…
- 第5回 放送禁止5 しじんの村（2006年10月15日、26時55分 - ）

自殺志願者を思いとどまらせるための施設「しじんの村」についての取材。自らの教師時代に教え子が自殺したことがきっかけで「しじんの村」を設立した、村長の「しじん」。バーベキューや農業・酪農体験を自殺志願者とともに行い、心のケアをしていくがそれでも自殺者は発生するという。そんな中、「ハニコ」と呼ばれる女性が自殺未遂を起こす。皆で必死に止めなんとか落ち着かせたが…
- 第6回 放送禁止6 デスリミット（2008年6月23日、25時40分 - ）

あるジャーナリストがDVに悩む夫婦を取材したVTR。夫からのDVについに耐え切れなくなった妻が復讐サイトを使い夫に対し復讐しようとするが…
- 第7回 放送禁止 ワケあり人情食堂（2017年1月2日、25時50分 - ）

ある大衆食堂を取材した映像。「平成肝っ玉母ちゃん」と呼ばれる女将が切り盛りするその食堂には、悩みを抱えたワケあり客が相談を求めやってくる。
従来通りのVTRパートに加え、放送禁止シリーズの趣旨、および隠された真実へ迫るヒントを有田哲平（くりぃむしちゅー）演ずる案内人が語る解説パートが設けられた。

### 劇場版
- 放送禁止 劇場版「密着68日 復讐執行人」（2008年9月6日公開）

TV版 第6回である「放送禁止6 デスリミット」の続編。あるジャーナリストがネット上に存在する復讐サイトの管理人に直撃し、実態に迫ろうとするが…
- ニッポンの大家族 Saiko! The Large family 放送禁止 劇場版2（2009年7月11日公開）

TV版 第2回である「放送禁止2 ある呪われた大家族」の続編。海外のテレビ局クルーが日本のとある大家族を取材するが…
- 放送禁止 劇場版3「洗脳〜邪悪なる鉄のイメージ〜」（2014年10月11日公開）

あることがきっかけで強い洗脳を受けた元主婦を襲った、幸せな家庭を壊した本当の真実とは?

## キャスト
- ナレーター：高田裕司（1）、鈴木ゆうこ（2〜、劇場版1・3）
- ストーリーテラー：有田哲平（ワケあり人情食堂）

放送禁止
- 佐伯円：瑠川あつこ

放送禁止2
- お父さん：研丘光男
- お母さん：高井純子
- 霊媒師：桂木朝美
- 林檎：林さやか（現・吹田早哉佳）
- 蜜柑：ありがち春
- 豪毅：宇都隼平
- 檸檬 : 浅野いずみ
- 団：小杉彩人

放送禁止4
- 森下夫妻：たなべ勝也、内田チエ

放送禁止5
- 久根仁：しいたけを
- ハニコ：栗山かほり
- シュウ：笹木彰人
- Sカルマ：矢代和央

放送禁止6
- 古茂田俊作：佐伯新
- 宋野真津：伊佐美紀
- 宋野登津雄：吉岡睦雄

放送禁止劇場版「密着68日 復讐執行人」
- 古茂田俊作：佐伯新
- 宋野真津：伊佐美紀
- 深町和彦の恋人：寺田万里子
- ジャーナリスト:吉岡睦雄
- 内田貴子の客:山本剛史

ニッポンの大家族 Saiko! The Large family 放送禁止 劇場版
- お父さん：川嶋秀明
- お母さん：高井純子
- 林檎：吹田早哉佳
- 蜜柑：ありがち春
- 豪毅：宇都隼平
- 梨枝：福永理未
- 団：小杉彩人

## スタッフ
- 撮影：平尾徹
- VE：須藤剛史、津田欣吾、名取征
- 編集：藤塚正明、山下直哉、宮部真也　ほか
- MA：志村武浩、村上敏之、横山圭美
- 音響効果：小堀博孝、原田慎也、尾形香
- TK：黒岩ゆかり
- 技術協力：ビデオジャップ、キックファクトリー、メディアハウス、ヌーベルバーグ
- 制作協力：ネビュラ、ケーテン
- リサーチ：フリード、工藤幸
- AD：水元亨、土屋大路、久保芳夫、河村恵、斉藤佳奈、長辻貴子、戸塚寛人
- 編成：浜野貴敏（フジテレビ）
- プロデューサー：春名剛生（フジテレビ）、角井英之（イースト）
- 企画・脚本・監督：長江俊和（ネビュラ）
- 制作：フジテレビ、イースト

## DVDソフト化
ポニーキャニオンからDVDソフト化されている。
- 「放送禁止DVD封印BOX」（1〜3回分をまとめた3枚組、2006年8月25日発売）
  - 収録：放送禁止/放送禁止2 ある呪われた大家族/放送禁止3 ストーカー地獄編（作品単体版も同日発売・レンタル開始）
- 「放送禁止DVD封印BOX2」（4〜6回分をまとめた3枚組、2008年8月20日発売）
  - 収録：放送禁止4 恐怖の隣人トラブル/放送禁止5 しじんの村/放送禁止6 デスリミット（作品単体版も同日発売・レンタル開始）
- 放送禁止 劇場版「密着68日 復讐執行人」（2009年2月27日より発売・レンタル開始）
- 放送禁止 劇場版 ニッポンの大家族 Saiko! The Large family （2009年12月16日より発売・レンタル開始）
- 放送禁止 劇場版 洗脳〜邪悪なる鉄のイメージ〜（2015年2月18日より発売・レンタル開始）